# Donatella Finocchiaro
Pour les articles homonymes, voir Finocchiaro.
 (juin 2025).
Si vous disposez d'ouvrages ou d'articles de référence ou si vous connaissez des sites web de qualité traitant du thème abordé ici, merci de compléter l'article en donnant les références utiles à sa vérifiabilité et en les liant à la section « Notes et références ».
Donatella Finocchiaro, née le 16 novembre 1970 à Catane en Sicile, est une actrice italienne.

## Biographie
Donatella Finocchiaro fait des études de droit avant de s'orienter de façon amateur à partir de 1996 vers le théâtre et le cinéma. C'est en 2001, alors qu'elle travaille comme avocate, qu'elle passe ses premières auditions pour le film Angela de Roberta Torre dans lequel elle obtient le rôle principal. Avec le succès international du film, elle se consacre dès lors totalement à sa carrière d'actrice au cinéma et au théâtre, notamment avec les metteurs en scène Luca Ronconi, Gigi Dall'Aglio, Ninni Bruschetta, Giampiero Cicciò, Andrea De Rosa.

## Filmographie
- 2002 : Angela de Roberta Torre
- 2003 : Sous le ciel de Sicile (Perdutoamor) de Franco Battiato
- 2004 : Il fantasma di Corleone de Marco Amenta
- 2004 : Se devo essere sincera de Davide Ferrario
- 2005 : Sulla mia pelle de Valerio Jalongo
- 2005 : Amatemi de Renato De Maria
- 2006 : La passione di Angela de Carlo Lizzani
- 2006 : Voyage secret (Viaggio segreto) de  Roberto Andò
- 2006 : Sorelle de Marco Bellocchio
- 2006 : Non prendere impegni stasera de  Gianluca Maria Tavarelli
- 2006 : Le Metteur en scène de mariages (Il regista di matrimoni) de Marco Bellocchio
- 2006 : La fiamma sul ghiaccio de Umberto Marino
- 2007 : L'abbuffata de Mimmo Calopresti
- 2007 : Il dolce e l'amaro de Andrea Porporati
- 2008 : Amore che vieni amore che vai de Daniele Costantini
- 2008 : Galantuomini d'Edoardo Winspeare
- 2009 : Baarìa de Giuseppe Tornatore
- 2010 : Sulla strada di casa de Emiliano Corapi
- 2010 : Sorelle Mai de Marco Bellocchio
- 2010 : I baci mai dati de Roberta Torre
- 2011 : L'amour a ses raisons de Giovanni Veronesi
- 2011 : Senza arte né parte de Giovanni Albanese
- 2011 : Terraferma d'Emanuele Crialese
- 2012 : To Rome with Love de Woody Allen
- 2013 : Marina de Stijn Coninx — Ida, la mère
- 2016 : Assolo de Laura Morante
- 2017 : Tutto quello che vuoi de Francesco Bruni
- 2017 : Nato a Casal di Principe de Bruno Oliviero
- 2017 : Tulipani: Liefde, eer en een fiets de Mike van Diem
- 2017 : Gli sdraiati de Francesca Archibugi
- 2018 : Youtopia de Berardo Carboni
- 2018 : Beate de Samad Zarmandili
- 2018 : Capri-Revolution, regia di Mario Martone
- 2019 : La fuga de Sandra Vannucchi
- 2020 : Il delitto Mattarella d'Aurelio Grimaldi
- 2020 : Le sorelle Macaluso d'Emma Dante

## Distinctions

### Principaux prix
- 2006 : Globe d'or de la meilleure actrice - révélation pour Le Metteur en scène de mariages (Il regista di matrimoni)
- 2008 : Prix de la meilleure actrice au Festival international du film de Rome pour Galantuomini

### Principales nominations
- Trois nominations au Ruban d'argent de la meilleure actrice (2003 et 2007) et de la meilleure actrice secondaire (2004)
- Deux nominations au David di Donatello de la meilleure actrice (2003 et 2009)